# Penthetria takeuchii
Penthetria takeuchii är en tvåvingeart som beskrevs av Toyohi Okada 1938. Penthetria takeuchii ingår i släktet Penthetria och familjen hårmyggor.
Artens utbredningsområde är Taiwan. Inga underarter finns listade i Catalogue of Life.